# Dendropemon haitiensis
Dendropemon haitiensis är en tvåhjärtbladig växtart som beskrevs av Urb. & Ekman. Dendropemon haitiensis ingår i släktet Dendropemon och familjen Loranthaceae. Inga underarter finns listade i Catalogue of Life.